# Germano (generale sotto Foca)
Germano (in greco antico: Γερμανός?, Germanós; ... – Constantina, 604) è stato un generale bizantino del VII secolo.

## Biografia
Potrebbe essere identificabile con un Germano dux di Fenicia Libanense nel 588, sotto l'imperatore Maurizio, ma non è certo. Nel 588 questo Germano era stato costretto dalle truppe ammutinatesi contro l'imperatore a diventare loro comandante, ma poi riuscì a convincere comunque gli ammutinati a combattere contro i Sasanidi, e, successivamente, a riconciliarsi con l'imperatore. Germano fu successivamente processato e condannato a morte, ma fu risparmiato dall'imperatore, che gli concesse diversi onori.
Nel 602 Germano, all'epoca console onorario, ottenne la carica di magister militum vacans e il comando delle truppe di Dara, subito prima della rivolta che rovesciò Maurizio e portò Foca sul trono imperiale. Nel 603, durante un incontro a Dara con Lilio, un ambasciatore bizantino fedele a Foca in viaggio verso la corte persiana, fu ferito da un soldato ma riuscì a riprendersi. Nel 603/604 gli venne ordinato di sedare la rivolta del generale Narsete a Edessa assediando la città, espugnandola e catturando il ribelle. Nel 604, mentre portava avanti l'assedio, si scontrò con i Persiani a Constantina, perdendo e morendo alcuni giorni dopo, nella stessa città, per le ferite ricevute.